# Danh sách đơn vị hành chính Phúc Kiến

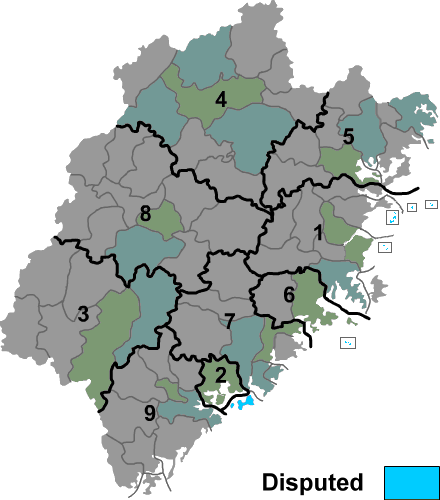
Bản đồ hành chính tỉnh Phúc Kiến

Tỉnh Phúc Kiến, Trung Quốc được chia ra thành các đơn vị hành chính sau:
- 9 đơn vị cấp địa khu
  - 8 địa cấp thị, 1 thành phố phó tỉnh
- 84 đơn vị cấp huyến
  - 11 huyện cấp thị
  - 42 huyện
  - 31 khu (quận)
- 1111 đơn vị cấp hương
  - 608 trấn/ thị trấn
  - 334 hương/ xã
  - 18 hương dân tộc
  - 151 nhai đạo

Tất cả các đơn vị hành chính này được giải thích chi tiết trong bài phân cấp hành chính Trung Quốc. Danh sách sau chỉ liệt kê các đơn vị hành chính cấp địa khu và cấp huyện của Phúc Kiến.
| Thành phố phó tỉnh     | Quận | Huyện, thành phố cấp huyện (huyện cấp thị) |
| ---------------------- | --- | --- |
| • Hạ Môn (厦门市)      | Tư Minh (思明区) Hải Thương (海沧区) Hồ Lý (湖里区) Tập Mỹ (集美区) Đồng An (同安区) Tường An (翔安区)    | không có |
| Địa cấp thị            | Quận | Huyện, thành phố cấp huyện (huyện cấp thị) |
| • Phúc Châu (福州市)   | Cổ Lâu (鼓楼区) Đài Giang (台江区) Thương Sơn (仓山区) Mã Vĩ (马尾区) Tấn An (晋安区) Trường Lạc (长乐区) | thành phố cấp huyện Phúc Thanh (福清市) Mân Hầu (闽侯县) Mân Thanh (闽清县) Vĩnh Thái (永泰县) Liên Giang (连江县) La Nguyên (罗源县) Bình Đàm (平潭县)                                                               |
| • Phủ Điền (莆田市)    | Thành Sương (城厢区) Hàm Giang (涵江区) Lệ Thành (荔城区) Tú Tự (秀屿区)                                  | Tiên Du (仙游县) |
| • Tam Minh (三明市)    | Tam Nguyên (三元区) Sa Huyện (沙县区)                                                                     | thành phố cấp huyện Vĩnh An (永安市) Minh Khê (明溪县) Thanh Lưu (清流县) Ninh Hóa (宁化县) Đại Điền (大田县) Vưu Khê (尤溪县) Tương Lạc (将乐县) Thái Ninh (泰宁县) Kiến Ninh (建宁县)                               |
| • Tuyền Châu (泉州市)  | Phong Trạch (丰泽区) Lý Thành (鲤城区) Lạc Giang (洛江区) Tuyền Cảng (泉港区)                             | thành phố cấp huyện Thạch Sư (石狮市) thành phố cấp huyện Tấn Giang (晋江市) thành phố cấp huyện Nam An (南安市) Huệ An (惠安县) An Khê (安溪县) Vĩnh Xuân (永春县) Đức Hóa (德化县) Kim Môn (金门县)                 |
| • Chương Châu (漳州市) | Hương Thành (芗城区) Long Văn (龙文区) Long Hải (龙海区) Trường Thái (长泰区)                             | Vân Tiêu (云霄县) Chương Phố (漳浦县) Chiếu An (诏安县) Đông Sơn (东山县) Nam Tĩnh (南靖县) Bình Hòa (平和县) Hoa An (华安县)                                                                                         |
| • Nam Bình (南平市)    | Kiến Dương (建阳区) Diên Bình (延平区)                                                                    | thành phố cấp huyện Thiệu Vũ (邵武市) thành phố cấp huyện Vũ Di Sơn (武夷山市) thành phố cấp huyện Kiến Âu (建瓯市) Thuận Xương (顺昌县) Phố Thành (浦城县) Quang Trạch (光泽县) Tùng Khê (松溪县) Chính Hòa (政和县) |
| • Long Nham (龙岩市)   | Tân La (新罗区) Vĩnh Định (永定区)                                                                        | thành phố cấp huyện Chương Bình (漳平市) Trường Đinh (长汀县) Thượng Hàng (上杭县) Vũ Bình (武平县) Liên Thành (连城县)                                                                                               |
| • Ninh Đức (宁德市)    | Tiêu Thành (蕉城区)                                                                                       | thành phố cấp huyện Phúc An (福安市) thành phố cấp huyện Phúc Đỉnh (福鼎市) Hà Phố (霞浦县) Cổ Điền (古田县) Bình Nam (屏南县) Thọ Ninh (寿宁县) Chu Ninh (周宁县) Chá Vinh (柘荣县)                                  |